# Assunta (Luigi Benfatto)
L'Assunta è un dipinto olio su tela di Luigi Benfatto conosciuto come Alvise dal Friso, datato tra il 1603 e il 1609, realizzato come pala dell'altare maggiore della basilica di Santa Maria Assunta di Gandino, e conservato presso il museo della Basilica. La tela riporta la firma del pittore, forse uno dei suoi ultimi lavori.

## Storia
Il dipinto fu commissionato dal gandinese Giuseppe Negri nel 1603. Il documento che attesta il pagamento dell'opera nel 1609 è conservato nell'archivio parrocchiale e indica il nome dell'offerente come Del Negro. La famiglia De' Negri aveva ottenuto nel 1592 da Rodolfo Gonzaga il riconoscimento di famiglia nobile nelle persone di Giuseppe, Lodovico, Pietro, Bernardo e Tranquillo, per sé e per i discendenti, quale riconoscimento dei servizi che il padre Antonio aveva offerto a Massimiliano II.
La tela fu realizzata per l'antica chiesa, prima che venisse ricostruita nel 1623. Le relazioni conservate nell'archivio parrocchiale citano e descrivono la presenza della tela: nella facciata di mezzo ha una bellissima ancona con la immagine della Santisaima Vergine in cielo assonta er delli apostoli, che dalla terra la rimirano, fregiata d'intorno di vaghissimi ornamenti et collane, fatta per elemosina del magnifico signor Giuseppe Negri.
L'ancona originaria fu andata perduta, ma il dipinto rimase esposto comunque nella nuova basilica. Dalla relazione di don Bossio del 1669 si rileva che vi era la richiesta di progetti per la nuova ancona, ma che si attendeva la realizzazione degli altri altari da parte della bottega fantoniana perché potesse poi esserne conforme. La grande tela fu sostituita nel 1924 quando venne posta sull'altare maggiore quella del gandinese Ponziano Loverini che rappresentava oltre l'immagine della Vergine anche quella dei santi Quirino, Flaviano, Valentino e Ponziano patroni di Gandino.

## Descrizione
Alvise Benfatti morì il 7 novembre del 1609, l'opera è quindi uno dei suoi ultimi lavori, risalirebbe infatti al periodo tardo manierista dell'artista. 
Il dipinto si sviluppa su due livelli, in quello inferiore vi è raffigurato il gruppo degli apostoli unito intorno al sepolcro vuoto della Vergine mentre, raccolti in preghiera, volgono lo sguardo estasiato verso il cielo. La divisione tra cielo e terra è definita da uno strato di nuvole dove si poggia l'immagine della Madonna. Questa è sorretta da due angeli e contornata da cherubini, che l'accompagnano verso un cielo dorato con la luce di Dio. Gli occhi della Madonna sono particolarmente sporgenti e rivolti verso l'alto, questa è una caratteristica tipica dell'artista, è possibile riscontrare la medesima particolarità nel ciclo Storie di Maria conservato nell'Ateneo Veneto.
Il lavoro ha forti connessioni con la grande pala dell'Assunta di Tiziano che l'artista aveva sicuramente studiato nel suo periodo veneziano. Le braccia tese verso l'alto della Madonna corrispondenti a quelle protese del discepolo sul piano inferiore, donando una ritmica all'opera, sono un chiaro collegamento tra le due pitture.  Lo spazio della tela, piuttosto modesto, ha obbligato l'artista a comprimere i soggetti, dando poco respiro all'insieme dell'opera.